# Somnis (pel·lícula)
Somnis (en japonès 夢 o Yume), és una pel·lícula d'Akira Kurosawa, també coneguda com Els somnis d'Akira Kurosawa, produïda al Japó i finançada als Estats Units; es va estrenar l'any 1990. De caràcter dramàtic-fantàstic, es divideix en vuit seccions que corresponen a vuit somnis reals del propi director, Akira Kurosawa. La pel·lícula es va projectar fora de concurs al Festival de Cinema de Cannes, el 1990, i fins avui dia ha rebut bones crítiques.
En ella, Kurosawa, intenta conscienciar la gent sobre els errors que s'estan cometent usant el so i la visió com a mètodes principals de persuasió. Pel que sembla, els vuit somnis se succeeixen en diferents trams de la vida de Kurosawa, a jutjar pel creixement del seu principal protagonista al llarg del film. Els temes principals que aborda són: la infància, l'espiritualitat, l'art, la mort, els desastres universals i els errors de l'home pel que fa al món; tots els segments de la pel·lícula mostren una part literal i una altra metafòrica.